# Pseudaxine
Pseudaxine är ett släkte av plattmaskar. Pseudaxine ingår i familjen Gastrocotylidae.
Kladogram enligt Catalogue of Life:
| Pseudaxine | \| \| Pseudaxine mexicana \| \| \| \| \| \| Pseudaxine triangula \| \| \| \| |
|            | \| \| Pseudaxine mexicana \| \| \| \| \| \| Pseudaxine triangula \| \| \| \| |
|            | Areotestis                                                                   |
|            |                                                                              |
|            | Churavera                                                                    |
|            |                                                                              |
|            | Gastrocotyle                                                                 |
|            |                                                                              |
|            | Gotocotyla                                                                   |
|            |                                                                              |
|            | Lithidocotyle                                                                |
|            |                                                                              |
|            | Metapseudaxine                                                               |
|            |                                                                              |
|            | Neothoracocotyle                                                             |
|            |                                                                              |
|            | Neothroacocotyle                                                             |
|            |                                                                              |
|            | Pricea                                                                       |
|            |                                                                              |
|            | Pseudaxinoides                                                               |
|            |                                                                              |
|            | Scomberocotyle                                                               |
|            |                                                                              |
|            | Thoracocotyle                                                                |
|            |                                                                              |
|            | Winkenhughesia                                                               |
|            |                                                                              |
|            | Pseudaxine mexicana                                                          |
|            |                                                                              |
|            | Pseudaxine triangula                                                         |
|            |                                                                              |

|  | Pseudaxine mexicana  |
|  |                      |
|  | Pseudaxine triangula |
|  |                      |